# 주드 데모레스트
주드 데모레스트(Jude Demorest, 1992년 3월 11일 ~ )는 미국의 배우, 싱어송라이터이다.